# Catherine Hardy
Catherine Hardy Lavender (Carrollton, 8 de fevereiro de 1930) é uma ex-atleta e velocista norte-americana, campeão olímpica em Helsinque 1952.
Nos Jogos Olímpicos de Helsinque conquistou a medalha de ouro no revezamento 4x100 m, ao lado de Mae Faggs, Janet Moreau e Barbara Jones, que quebrou o recorde mundial da prova em 45s9.